# Skipjack
In crittografia, Skipjack è un cifrario a blocchi — un algoritmo per la cifratura — sviluppato dalla National Security Agency (NSA) degli Stati Uniti. L'algoritmo fu inizialmente coperto da segreto militare, in quanto se ne prevedeva un utilizzo esclusivo all'interno del controverso chip Clipper, e quindi reso disponibile.